# ソハチェフ
ソハチェフ（ポーランド語: Sochaczew [sɔˈxat͡ʂɛf] ( 音声ファイル)）は、ポーランド中部のマゾフシェ県（旧 スキェルニェヴィツェ県）にある町。人口は2010年の時点で3万7306人。ソハチェフ郡の郡庁所在地である。
ヴィルチェ・トゥウォフスキェまで鉄道が延びており、狭軌鉄道博物館もある。春から夏の終わりにかけては、土曜日に蒸気機関車が運行される。軌間は750ミリだが、博物館では軌間もさまざまな車両が展示されている。

## ゆかりの人物
- フレデリック・ショパン（1810年-1849年） 作曲家・ピアニスト
- アフロホム・ボルンシュタイン（1838年-1910年） 初代ソハチェフレベ
- スムエル・ボルンシュタイン1世（1856年-1926年） 第二代ソハチェフレベ
- ヴラディスラフ・コメンダレク ミュージシャン
- ボグスワフ・リベラズキ（1948年-） 欧州議会議員
- オセル・ヴァルシャフスキ（1898年-1944年） ユダヤ人作家。アウシュヴィッツ＝ビルケナウ強制収容所で殺された